# Karl Fritzen

Karl Fritzen, vor 1908

Karl Fritzen (auch Carl, * 19. Februar 1844 in Kleve; † 21. August 1933 ebenda) war ein deutscher Jurist und Politiker der Zentrumspartei.

## Leben
Nach dem Abitur am Collegium Augustinianum Gaesdonck studierte Fritzen Jura in Bonn und Heidelberg und war dann als Amtsrichter in Dülken und Amtsgerichtsrat in seiner Geburtsstadt tätig. Von 1880 bis 1918 gehörte Fritzen als Mitglied der Zentrumspartei dem Preußischen Abgeordnetenhaus und von 1887 bis 1893 sowie 1895 bis 1912 dem Deutschen Reichstag (zunächst für den dritten Koblenzer Wahlkreis, dann für den Wahlkreis Kleve-Geldern) an.
Karl Fritzen war ein Bruder von Adolf Fritzen, Bischof von Straßburg, und Aloys Fritzen, der wie Karl Fritzen als Jurist und Zentrumspolitiker hervortrat.